# جاك ميد
جاك ميد (بالإنجليزية: Jack Mead)‏ هو لاعب كرة قدم أمريكية أمريكي، ولد في 18 أبريل 1921، وتوفي في 22 فبراير 2001.